# Harstad
Harstad là thành phố và đô thị lớn thứ hai theo dân số ở hạt Troms, Na Uy - thành phố cũng là lớn thứ ba tại Bắc Na Uy. Như vậy Harstad là trung tâm tự nhiên của huyện. Nằm khoảng 250 km (155 dặm) về phía bắc của vòng Bắc cực, thành phố tổ chức kỷ niệm 100 năm thành lập vào năm 2004.